# Ecchlorolestes
Ecchlorolestes é um género de libelinha da família Synlestidae.
Este género contém as seguintes espécies:
- Ecchlorolestes nylephtha
- Ecchlorolestes peringueyi